# محمد عبد الكريم
محمد عبد الكريم الشيخ هو عالم دين إسلامي سوداني. يعد الشيخ محمد عبد الكريم من خيرة قارئي القرآن الكريم بالسودان وسائر العالم الإسلامي، ولد في قرية مشو قرب مدينة دنقلا يوم تاسع سبتمبر 1968 م، إمام وخطيب مسجد المجمع الإسلامي بالخرطوم، متزوج وله سبعة أبناء (ابنان وخمس بنات).
تلقى محمد عبد الكريم تعليمه الأساسي بمكة المكرمة، ونال الباكالوريوس من جامعة الملك عبد العزيز بجدة -كلية الآداب قسم الدراسات الإسلامية-. حصل على الماجستير والدكتوراه في الدراسات الإسلامية من جامعة الخرطوم.

## سيرته
ولد في مدينة دنقلا بقرية مشو، في 9 سبتمبر 1968م، وهو من أسرة ال عبد الرحيم بمنطقة مشو التي يعود نسبها إلى ال زمخشر في حضرموت. متزوج وله سبعة من الأولاد (ابنان وخمس بنات). حصل على شهادة معهد الأرقم لتحفيظ القرآن الكريم بالحرم المكي، وإجازة اسنادية في القراءات السبع. ثم بكالريوس من كلية الآداب بجامعة الملك عبد العزيز بجدة. وحصل على ماجستير ثم دكتوراه في الدراسات الإسلامية من جامعة الخرطوم.
ويقول الشيخ متحدثاً عن طلبه للعلم:
«درست على الشيخ محمد السيسي والشيخ أحمد صبري رحمهما الله بالحرم المكي الشريف وقد حفظت القرآن عندهما سنة 1403هـ /1983م، ثم أقرأني القرآن برواياته السبعة مع الإجازة : شيخنا الشيخ/ محمد نبهان مصري 1405هـ /1985م.
وأخذت علم رسم القرآن عن الشيخ / محمد الأسود الشنقيطي، وعلم الفرائض وألفية ابن مالك عن الشيخ السيد محمد الحبيب الشنقيطي رحمه الله نزيل مكة شرفها الله سنة 1407ه /1987م، ثم العقيدة الطحاوية عن الشيخ العلامة/ سفر بن عبد الرحمن الحوالي بجدة من 1406هـ - 1409هـ /1989م، وقرأت متن مراقي السعود مع شرحه في أصول الفقه على شيخنا العلامة / عبد الله بن بيه، وقرأت عليه أبواباً من “بداية المجتهد” لابن رشد، وأبواباً من “الاحمرار” وهي زيادات المختار ابن بونة على ألفية ابن مالك 1986م-1990م، ومكثت برهة من الزمن في عنيزة لدى الشيخ البحر / محمد الصالح العثيمين رحمه الله سنة 1990م، فانتفعت بعلمه وأدبه أجزل الله له المثوبة.
وعلم مصطلح الحديث على الشيخ /خلدون الأحدب سنة 1987م، والشيخ / محمد علي آدم الأثيوبي، وقد تشرفت منه بإجازة في الكتب الستة .ومن الله تعالى علي بلقاء الشيخ العلامة ناصر السنة محمد ناصر الدين الألباني رحمه الله، وعرضت عليه مجموعة من مسائل القراءات والحديث في منزل ابنته بجدة سنة 1989م، كما انتفعت بدروس سماحة الشيخ العلامة عبد العزيز بن باز رحمه الله في مكة والطائف، والله المسؤؤل أن يرزقنا البركة والإخلاص، وأن يجعل ما تلقيناه من علم حجة لنا لاعلينا، والله سبحانه هو الولي الهادي».

## مناصبه
- رئيس قسم الثقافة الإسلامية – كلية مطلوبات الجامعة.
- عضو مجلس أمناء منظمة ذي النورين الخيرية بالخرطوم.
- رئيس اللجنة الدعوية بالرابطة الشرعية للعلماء والدعاة.
- عضو اللجنة الاستشارية بوزارة الأوقاف والشؤون الدينية بالسودان.
- إمام وخطيب مسجد المجمع الإسلامي بالجريف غرب –الخرطوم.
- الأمين العام لرابطة علماء المسلمين.
- رئيس تيار نصرة الشريعة ودولة القانون- الخرطوم

## المؤلفات
- معالم الاستقامة في الكتاب والسنة - رسالة ماجستير
- أهل القبلة وحقوقهم الشرعية - رسالة دكتوراه
- المسجد الأقصى: وقفات وعبرات
- ضوابط السلام في شريعة الإسلام
- الطلاوة في أحكام سجود التلاوة
- علاج الوسوسة في العقيدة.